# Sirimo Mungkur
Sirimo Mungkur is een bestuurslaag in het regentschap Aceh Singkil van de provincie Atjeh, Indonesië. Sirimo Mungkur telt 397 inwoners (volkstelling 2010).